# Latin britannique
Le latin britannique ou latin britannique vulgaire est le latin vulgaire parlé en Grande-Bretagne durant les périodes romaines et post-romaines. 
Sous domination romaine, le latin est devenu la langue principale des élites, particulièrement dans les parties les plus romanisées de l'île, à savoir le sud et l'est. Toutefois, il n'a jamais réellement remplacé la langue brittonique commune (en) des Bretons indigènes, surtout dans le nord et dans l'est, régions moins romanisées. Ces dernières années, un débat entre universitaires s'est élevé autour de la question des différences entre le latin britannique et les latins continentaux, qui se sont développés pour donner naissances aux langues romanes.
Avec la fin de la domination romaine, le latin en tant que langue courante a été détrôné par le vieil anglais dans la majorité de l'espace qui est devenu l'Angleterre au cours de la colonisation anglo-saxonne des Ve et VIe siècles. Il a survécu dans les autres régions celtiques de l'ouest de la Grande-Bretagne jusqu'aux environs de 700, époque où il a été remplacé par les langues brittoniques locales.

## Contexte

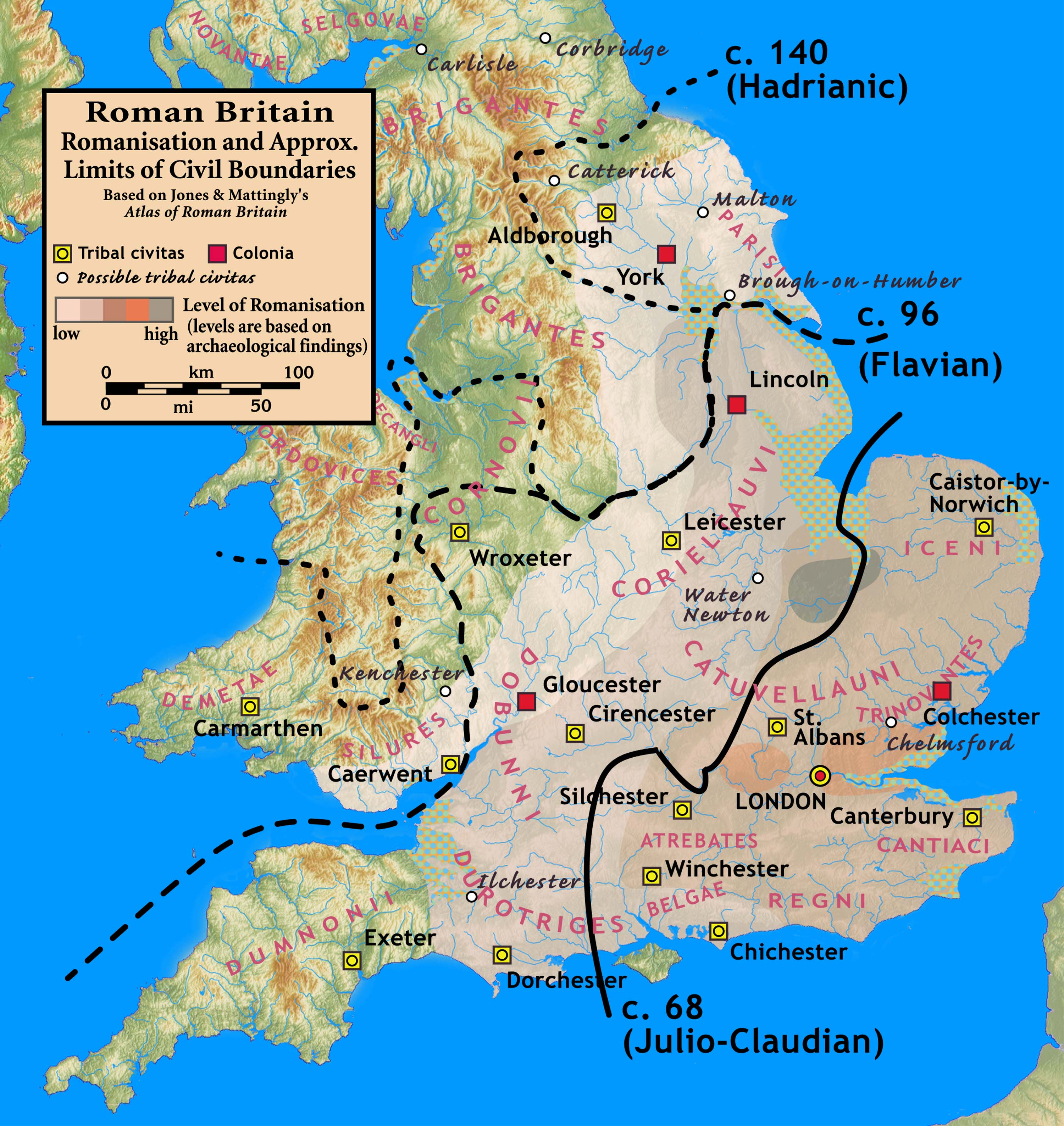
Degrés relatifs de romanisation d'après les témoignages archéologiques. La romanisation a été la plus forte dans le sud-est, s'étendant à des degrés moindres à l'ouest et au nord. À l'ouest d'une ligne allant du Humber à la Severn, et notamment les Cornouailles et le Devon, la romanisation a été minime voire inexistante.

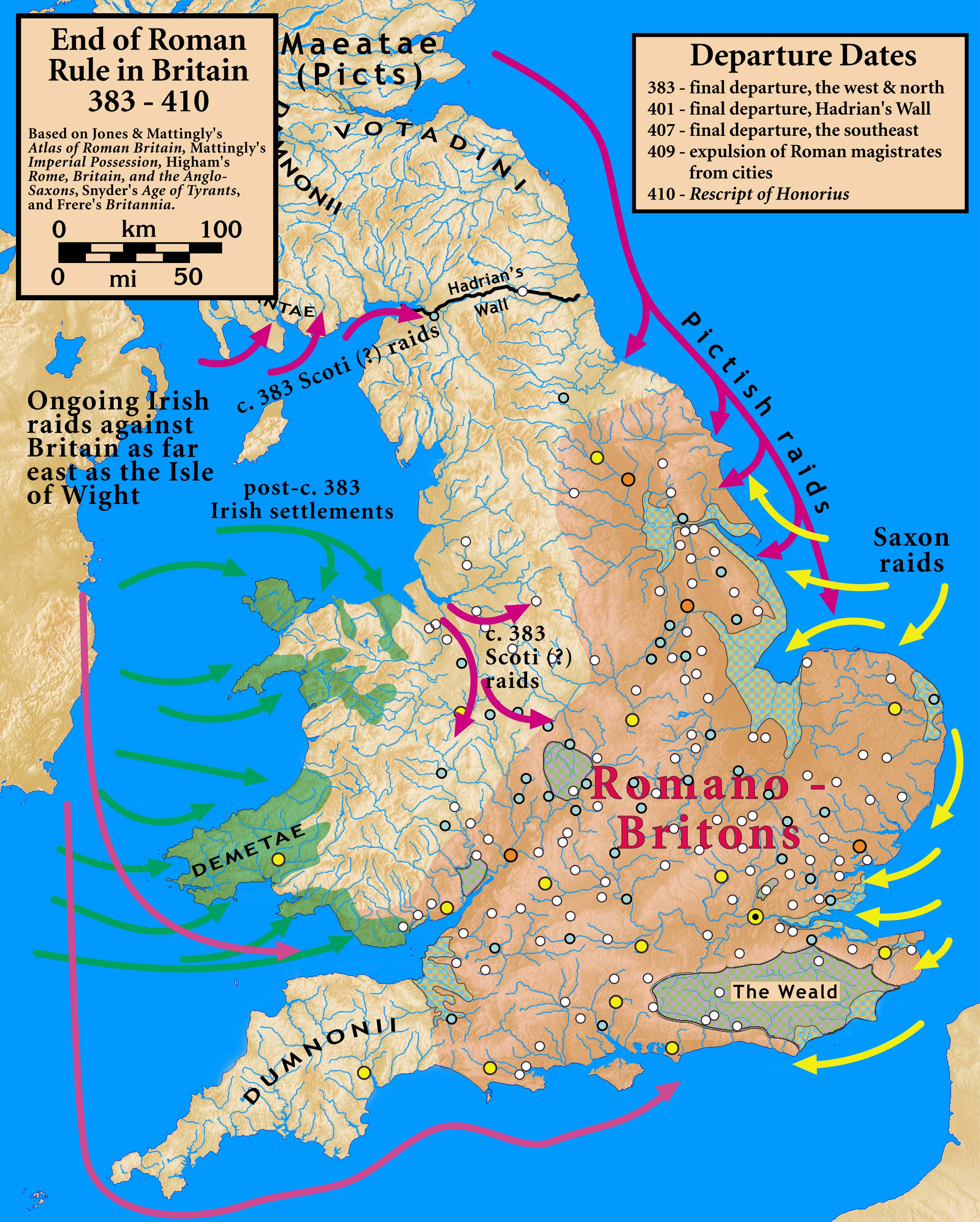
La Grande-Bretagne à la fin de la domination romaine. La zone romano-britannique est située dans les plaines.

Au début de la domination romaine, en 43 apr. J.-C., la Grande-Bretagne était peuplée d'indigènes bretons qui parlaient une langue celtique, le brittonique. La Grande-Bretagne devint une province de l'Empire romain et en fit partie pendant près de quatre cents ans, jusqu'en 409. C'est en 160 que la province parvint à sa taille la plus importante, recouvrant les trois quarts sud de l'île,.
Les historiens décrivent souvent la Bretagne romaine comme un ensemble embrassant à la fois une « zone de montagnes » au nord et à l'est et une « zone de basses-terres » au sud et à l'est, cette dernière étant plus romanisée en profondeur et ayant une culture romano-britannique. C'est particulièrement dans la zone de basses-terres que le latin est devenu la langue de la plupart des citadins, de l'administration et de la classe dirigeante, mais aussi de l'armée et, après l'introduction du christianisme sur l'île, de l'Église. Le brittonique est demeuré la langue de la paysannerie, qui représentait le gros de la population. Les membres de l'élite rurale étaient sans doute bilingues. Dans la zone de montagnes, les essais de romanisation furent limités et le brittonique est toujours demeuré la langue prédominante.
Dans l'ensemble de l'Europe occidentale, le latin vulgaire s'est développé à partir de l'Antiquité tardive pour former des variétés linguistiques distinctes qui sont finalement devenues les langues romanes. Toutefois, après la fin de la domination romaine en Bretagne au Ve siècle, le latin vulgaire est disparu en tant que langue parlée au quotidien.

## Sources
Une difficulté inhérente à la mise en évidence du latin vulgaire réside dans le fait que comme cette langue parlée est morte, il n'y a pas de source qui puisse en fournir des éléments. On a recours à des sources indirectes comme des erreurs dans les textes écrits et les inscriptions régionales. On estime en effet que ces erreurs sont représentatives de la langue parlée au quotidien. Une valeur linguistique toute particulière est attachée aux inscriptions privées réalisées par des personnes ordinaires comme les épitaphes, les offrandes votives, et les tablettes de malédiction (fines feuilles de métal utilisées pour maudire des personnes par des rites de magie populaire).
Sur la manière dont on parlait le latin vulgaire en Grande-Bretagne, Kenneth H. Jackson a, dans les années 1950, avancé ce qui est devenu le point de vue prédominant sur ce sujet et qui n'a été que relativement récemment remis en question. Jackson a tiré des conclusions sur la nature du latin britannique à partir de l'examen mots qui, empruntés au latin, étaient passés dans les langues celtiques de Grande-Bretagne. À partir des années 1970, John Mann, Eric P. Hamp et d'autres ont utilisé ce que Mann a appelé la tradition sub-littéraire dans les inscriptions pour identifier les usages du latin britannique.
Dans les années 1980, c'est dans cette optique que Colin Smith s'est servi des inscriptions lapidaires, mais bien des résultats avancés par Smith ne sont plus admis en raison des découvertes nombreuses d'inscriptions latines en Grande-Bretagne ces dernières années. De ces découvertes, les plus fameuses sont celles des tablettes de Vindolanda, dont la translittération a été publiée, les deux volumes datant respectivement de 1994 et 2003. On peut également citer les tablettes de défixion de Bath, dont la translittération a été publiée en 1988, et d'autres objets de malédiction trouvés en grand nombre sur différents sites du sud de l'Angleterre depuis les années 1990.

## La preuve d'un langage spécifique
Kenneth Jackson a plaidé en faveur d'une forme de latin britannique vulgaire bien distinct du latin vulgaire du continent. Il a identifié deux formes de latin britannique : la première est celle des couches basses de la société, elle n'est pas réellement différente du latin vulgaire continental. La seconde en revanche, celle des élites, en est bien distincte et est caractéristique de cette classe sociale. Cette forme, selon Jackson, pourrait être distinguée du latin vulgaire continental selon 12 critères bien établis, parmi lesquels il a mis en évidence le caractère très conservateur, grammaticalement strict et scolaire de ce latin. En particulier, ce latin se caractériserait par un style très conservateur, hypercorrect (« un système phonétique demeuré très archaïque par rapport aux variétés latines du continent »).
Au cours des dernières années, la recherche sur le latin britannique a conduit à revoir les axiomes fondamentaux édictés par Jackson. C'est tout particulièrement son identification des 12 critères de distinction du latin britannique des élites qui a été sévèrement remis en cause. Toutefois, même si le latin britannique vulgaire n'était sans doute pas substantiellement différent du latin vulgaire gaulois, sur un laps de temps de quatre cents ans, le latin britannique a presque certainement développé des traits distinctifs. Ce constat et l'influence probable du substrat brittonique nous mènent à estimer qu'un latin vulgaire britannique spécifique s'est probablement développé.
Cependant, s'il a existé en tant que membre distinctif de ce groupe dialectal, il n'a pas survécu assez longtemps pour que l'on puisse en identifier des traits particuliers, et ce en dépit de nombreuses découvertes de textes sub-littéraires latins en Angleterre au vingtième siècle.

## Disparition en tant que langue vernaculaire

Territoire approximatif sous contrôle anglo-saxon aux alentours de 600. L'extension s'est faite sur l'ex-province romaine.

Si l'on ignore l'époque à laquelle le latin vulgaire disparut en tant que langue parlée, on estime qu'il était encore très parlé dans différentes régions de la Grande-Bretagne au cinquième siècle. Dans les régions de basses-terres, le latin vulgaire a été remplacé par le vieil anglais au cours des cinquième et sixième siècles, mais dans les régions de montagnes, c'est au profit de langues brittoniques comme le gallois primitif et le cornique. Cependant, les chercheurs sont en désaccord sur la question de l'époque de disparition du latin vulgaire en tant que langue vernaculaire. La question a été décrite comme l'un des problèmes les plus épineux touchant aux langues de la Grande-Bretagne ancienne (one of the most vexing problems of the languages of early Britain).

### Région de basses-terres
Dans la majorité de ce qui allait devenir l'Angleterre, la colonisation anglo-saxonne et l'introduction subséquente du vieil anglais semblent avoir causé la disparition du latin vulgaire comme langue vernaculaire. Les Anglo-saxons, peuple germanique, se sont établis en progressant vers l'ouest à travers la Grande-Bretagne entre les cinquième et septième siècles, en ne laissant sous domination britannique que la Cornouailles et le pays de Galles dans la partie sud du pays  et Hen Ogledd  dans le nord. La disparition du latin vulgaire au cours de la colonisation anglo-saxonne est une exception au regard de ce qui est arrivé aux langues d'autres régions d'Europe de l'Ouest qui ont connu les migrations germaniques comme la France, l'Italie et l'Espagne, régions où le latin puis les langues romanes ont perduré.
L'explication de cette exception est sans doute qu'en Grande-Bretagne, les institutions et les infrastructures romaines se sont bien plus effondrées que sur le continent. Cet effondrement a mené à une réduction très importante du statut et du prestige de la culture locale romanisée. Ainsi, les indigènes était plus enclins à abandonner leurs langues pour adopter celle des Anglo-saxons, alors dotée d'un prestige supérieur.
Il y a, cependant, quelques preuves éparses de sa survie dans la population celtique. Des petites zones de langue latine ont pu perdurer, isolées des Anglo-saxons. Encore à la fin du huitième siècle, les habitants saxons de Saint Alban, non loin de la ville romaine de Verulamium se rappelaient de leurs anciens voisins, qu'ils nommaient aussi Verulamacæstir (ou, dans la langue hybride (H.R. Loyn) des habitants de Saint Alban, Vaeclingscæstir, la forteresse des adeptes de Wæcla). On peut comprendre ce voisinage comme une poche de romano-bretons qui sont demeurés dans la campagne anglo-saxonne, tout en continuant probablement à parler leur propre neo-latin.

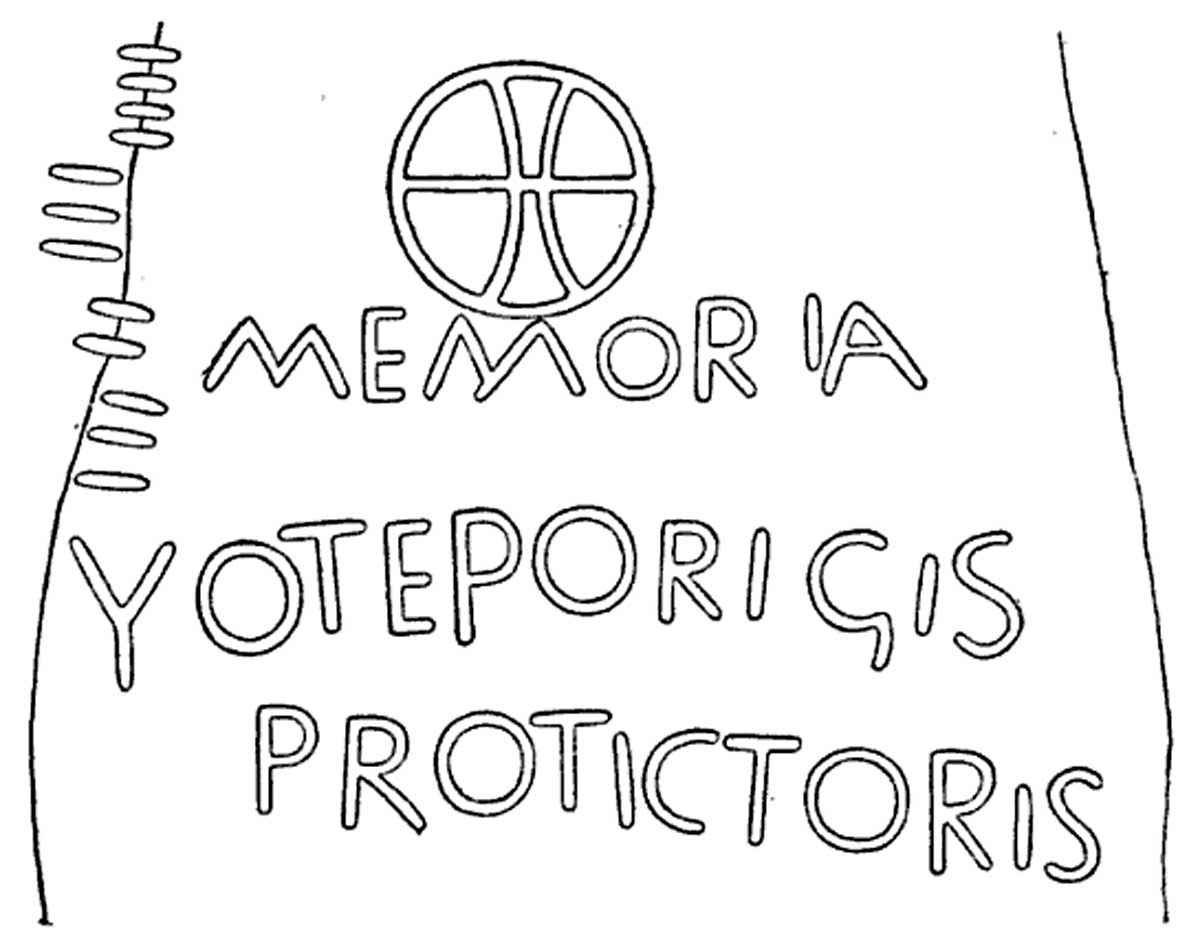
Reproduction d'une inscription en latin du sixième siècle retrouvée dans l'ouest du pays de Galles en 1895 : Monument de Voteporigis le Protecteur. Selon Thomas Charles-Edwards, l'inscription fournit la une preuve décisive de la longévité du latin vulgaire dans cette partie de la Grande-Bretagne.

### Région de montagnes
Même sous domination romaine, le brittonique était resté la langue prédominante dans cette zone. Cependant, les locuteurs du latin vulgaire ont été significativement (mais temporairement) rendus plus nombreux du fait de l'afflux de Romano-bretons de la région de basses-terres fuyant les Anglo-saxons. Ces réfugiés ont traditionnellement été identifiés comme appartenant à la classe supérieure et la classe moyenne supérieure. Assurément, le latin vulgaire est resté d'un statut social plus élevé que le Brittonique dans la zone des montagnes au sixième siècle.
Même si le latin a continué à être parlé par une grande partie des élites britanniques dans l'ouest de la Grande-Bretagne, aux alentours de 700, il était disparu. Les immigrés de langue latine venant de la région de basses-terres se sont, semble-t-il, rapidement assimilés à la population locale et ont adopté le Brittonique comme langue. Le maintien du latin britannique a pu être sérieusement affecté par le passage au vieil anglais des régions où il était le plus fort : la conquête anglo-saxonne de la zone de basses-terres a ainsi pu indirectement condamner à la disparition le latin vulgaire dans la zone de montagnes. Le passage au Brittonique semble refléter une situation exactement inverse à celle qui voit le jour en France, où l'effondrement des villes et la migration d'importants groupes de locuteurs latins à la campagne a apparemment porté le coup de grâce au gaulois[réf. nécessaire].